# 데후어
데후어(Drehu/Dehu) 또는 리푸어(Lifou/Lifu)는 누벨칼레도니 루아요테 제도의 리푸섬에서 주로 사용되는 오스트로네시아어족 언어이다. 데후어는 약 12,000명이 유창하게 구사하며, 프랑스의 지역어 지위를 가지므로, 누벨칼레도니나 프랑스 본토의 학생들이 바칼로레아에서 고를 수 있는 선택 주제이다. 또한 1973년부터 파리의 국립 동양어문화대(이날코)에서 데후어를 가르치고 있으며, 2000년부터는 누벨칼레도니대 보관됨 2007-10-12 - 웨이백 머신에서도 데후어를 가르친다. 현재 다른 카나크 언어들과 마찬가지로 데후어는 2007년에 공식 설립된 "카나크언어학술원"의 어문 규정을 따르고 있다.
데후어에는 "qene miny"라는 존대를 표현하는 사용역도 존재한다. 예전에는 족장(joxu)을 상대할 때 이 언어로 말했다. 오늘날까지 이 언어를 알고 사용하는 사람은 매우 적다.

## 음운론

### 모음
|        | 전설 | 중설 | 후설 |
| ------ | ---- | ---- | ---- |
| 고모음 | i iː |      | u uː |
| 중모음 | e eː | ø øː | o oː |
| 저모음 | æ æː |      | ɑ ɑː |

### 자음
|                 | 양순음 | 순치음 | 치음 | 치경음 | 권설음 | 치경구개음 | 연구개음 | 성문음 |
| --------------- | ------ | ------ | ---- | ------ | ------ | ---------- | -------- | ------ |
| 파열음과 파찰음 | p (b)  |        | t d  |        | ʈ ɖ    | t͡ʃ (d͡ʒ)    | k ɡ      |        |
| 비음            | m̥ m    |        | n̥ n  |        |        | ɲ̊ ɲ        | ŋ̊ ŋ      |        |
| 마찰음          |        | f (v)  | θ ð  | s z    |        |            | x        | h      |
| 설측음          |        |        | l̥ l  |        |        |            |          |        |
| 반모음          | ʍ w    |        |      |        |        |            |          |        |

/b d͡ʒ v/는 차용어에서만 나타난다.

## 문자
데후어는 1840년대에 폴리네시아인 및 런던선교사회 출신 잉글랜드인 선교사들이 원주민들의 도움을 받아 로마자로 처음 기록했다. 데후어 완역본 성경은 1890년에 출판되었다. 데후어 성경의 표기법은 (<d t>로 쓰는) 치음과 (<dr tr>로 쓰는) 치경/권설음을 구별하지 않았고, 이후에도 오랫동안 이 두 계열의 자음들은 똑같이 <d t>로 표기되었다. 새 표기법은 1970년대에 만들어졌다.

## 문법

### 인칭대명사
단수
- Eni/ni : 나
- Eö/ö : 너
- Nyipë/nyipëti : 당신 (족장(joxu)이나 남성 연장자에 대한 공손한 지칭)
- Nyipo/nyipot(i) : 당신 (여성 연장자에 대한 공손한 지칭)
- Angeic(e) : 그
- Nyidrë/nyidrët(i) : 당신 (족장(joxu)이나 남성 연장자에 대한 공손한 지칭)
- Nyidro/nyidrot(i) : 당신 (여성 연장자에 대한 공손한 지칭)
- Ej(e) :  그것

쌍수
- Eaho/ho : 우리 둘 (청자 제외)
- Easho/sho (easo/so) : 우리 둘 (청자 포함)
- Epon(i)/pon(i) : 너희 둘
- Eahlo :  그 둘
- Lue ej(e) :  그것 둘

복수
- Eahun(i)/hun(i) : 우리 (청자 제외)
- Eashë/shë, easë/së : 우리 모두 (청자 포함)
- Epun(i)/pun(i) : 너희
- Angaatr(e) : 그들
- Itre ej(e) :  그것들

## 참고 문헌
- 《Notes Grammaticales sur la langue de Lifu (Loyaltys)》 (프랑스어). Paris. 1882.
- Ray, Sidney H. (Jul–Dec 1917). “The People and Language of Lifu, Loyalty Islands”. 《Journal of the Royal Anthropological Institute》 (Royal Anthropological Institute of Great Britain and Ireland) 47: 239–322. doi:10.2307/2843343. JSTOR 2843343.
- Walsh, D. T. (1967). 《Dehu Grammar》. Canberra: Pacific Linguistics.
- Le drehu, langue de Lifou (Iles Loyauté): phonologie, morphologie, syntaxe. ISBN 2-85297-142-9
- Maurice Lenormand, Dictionnaire de la langue de Lifou. Le Qene Drehu, 1999, Nouméa, Le Rocher-à-la-Voile, 533p
- Tryon, Darrell T. English-Dehu Dictionary, Pacific Linguistics, 1971. ISBN 0-85883-059-0
- Tryon, Darrell T. Dehu-English Dictionary, Pacific Linguistics, 1971.